# 마이크로그라피아

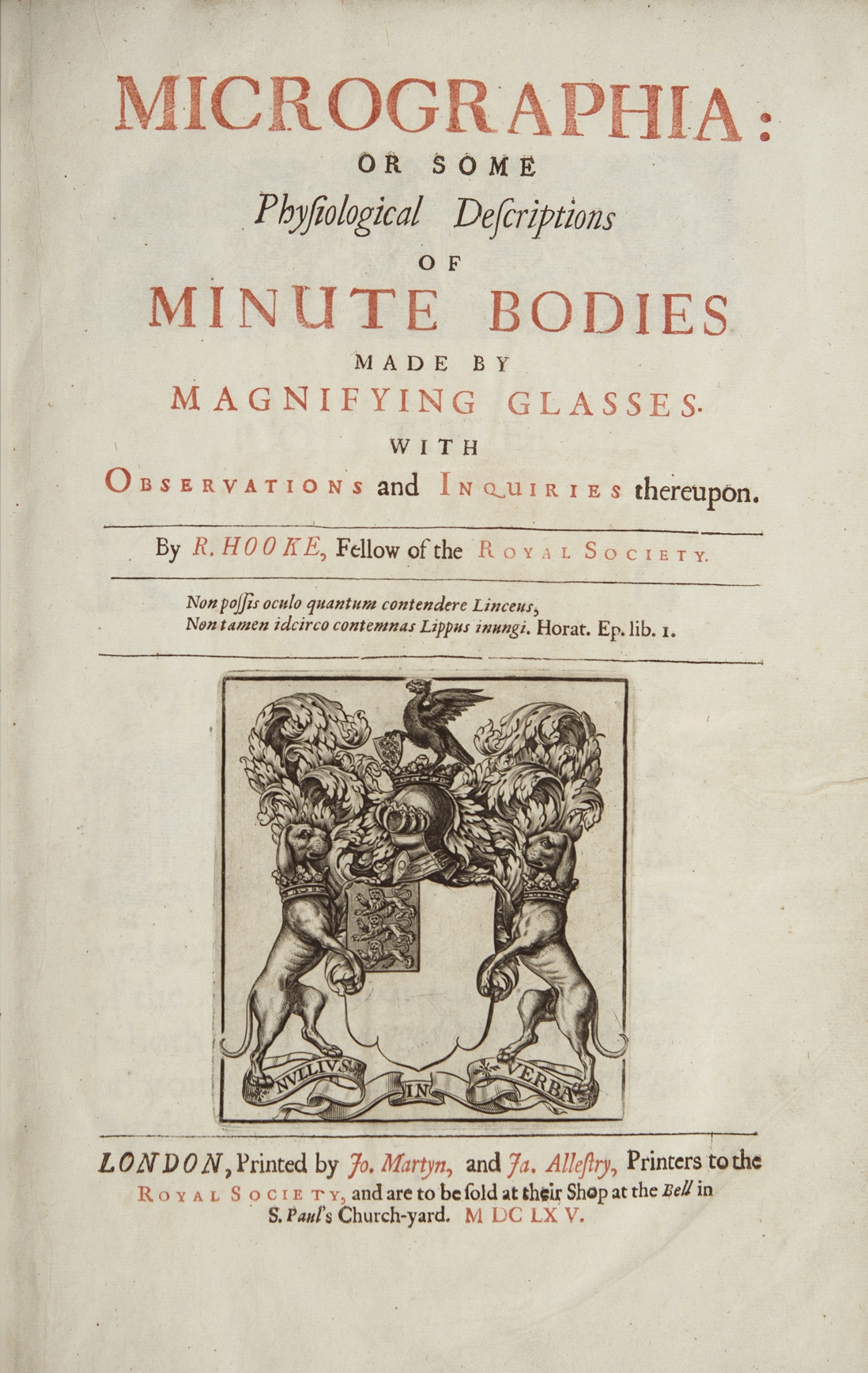
타이틀 페이지

마이크로그라피아(Micrographia)는 로버트 훅이 다양한 렌즈를 통해 관찰한 내용을 담은 역사적으로 중요한 책이다. 현미경을 통해 본 곤충과 식물의 그림을 담은 최초의 책이었다.
1665년 1월에 출판된 이 책은 왕립학회의 첫 번째 주요 간행물로, 최초의 과학 베스트셀러가 되었으며 새로운 현미경 과학에 대한 폭넓은 대중의 관심을 불러일으켰다. 이 책은 생물학적 용어인 세포(cell)에서 유래되었다.

## 관찰
훅은 파리의 눈과 식물 세포에 대해 가장 유명하게 묘사했다(벽으로 둘러싸인 식물 세포가 벌집의 세포를 생각나게 했기 때문에 그가 이 용어를 만들었다). 미니어처 세계의 화려한 동판, 특히 접힌 곤충 판으로 유명한 텍스트 자체가 새로운 현미경의 엄청난 힘을 강화한다. 곤충 판은 큰 이절판 자체보다 더 크게 접혀 있으며, 특히 이의 조각은 책 크기의 4배로 접혀 있다. 이 책은 현미경의 힘을 보여주는 것으로 가장 잘 알려져 있지만, 마이크로그라피아는 또한 먼 행성체, 빛의 파동 이론, 화석의 유기적 기원 및 저자의 기타 철학적, 과학적 관심 사항을 설명한다.
훅은 또한 인간 기원의 여러 개체를 선택했다. 이 물체 중에는 갈린 면도칼의 들쭉날쭉한 가장자리와 현미경으로 보면 뭉툭해 보이는 바늘 끝도 있었다. 그의 목표는 인류의 결함이 있는 산물을 자연의 완전함(따라서 시대 정신에 따라 성경적 창조의 정신)과 대조하는 것이었을 것이다.